# Klášterní mlýn (Želiv)
Klášterní mlýn v Želivi v okrese Pelhřimov je vodní mlýn, který stojí severně od kláštera na řece Želivce. Spolu s klášterem je chráněn jako nemovitá kulturní památka České republiky.

## Historie
Mlýn, pravděpodobně středověkého původu, je součástí hospodářského zázemí želivského kláštera; písemně doložen je však až k roku 1680. V roce 1843 je na Sommerově topografii zaznamenán mlýn s pilou a šindelkou. V první polovině 20. století prošel rekonstrukcí a v letech 1939–1942 byla instalována Francisova turbína a zřízena elektrárna.
V roce 1951 byl mlýn převeden pod Československé státní statky Pelhřimov a později sloužil jako šrotovna a mísírna krmiv. Od roku 1977 je mlýnská budova opuštěná a je v havarijním stavu, mlýnský náhon byl zavezen a hospodářské budovy zbořeny.

## Popis
Areál mlýna se skládá z mlýnice, náhonu, mostů a fragmentů hospodářských staveb. Jednopatrová budova mlýnice na obdélném půdorysu je zastřešena strmou valbovou střechou. Na fasádách je patrná skromná výzdoba, bosáž na nárožích je vytvořena omítkou napodobující kámen. Vstup do objektu byl původně přístupný krytým schodištěm. Na severní straně objektu se nad částí vodního náhonu klene půlkruhový oblouk mostku.
Voda na vodní kolo a později na turbínu vedla náhonem, který je zasypán. V lednici původně byla tři vodní kola pravděpodobně na vrchní vodu; přímo do lednice je vestavěn turbínový domek s kašnou pro dvě turbíny. K roku 1915 zde byla dvě kola na svrchní vodu (výkon 8 HP). Dochovala se pila a dvě Francisovy turbíny s mokrou savkou, instalované v letech 1939–1942 místo dřevěných vodních kol. Turbína sloužila též pro výrobu elektrické energie pro mlýn a celý Želivský klášter včetně velkostatku (zaniklo).